# Буда (Львовская область)
Буда (укр. Буда) — село в Ивано-Франковской поселковой общине Яворовского района Львовской области Украины.
Население по данным Ивано-Франковского поселкового совета составляло 264 человека. Занимает площадь 0,45 км². Почтовый индекс — 81082. Телефонный код — 3259.